# مهاجمان آریزونا
مهاجمان آریزونا (انگلیسی: The Arizona Raiders) فیلمی در ژانر کمدی-درام و وسترن به کارگردانی جیمز پی. هوگان است که در سال ۱۹۳۶ منتشر شد. باستر کرب، ریموند هاتون، مارشا هانت، بتی جین رودز، جانی دونز و گرانت ویثرز از بازیگران این فیلم بوده‌اند.